# Cimología

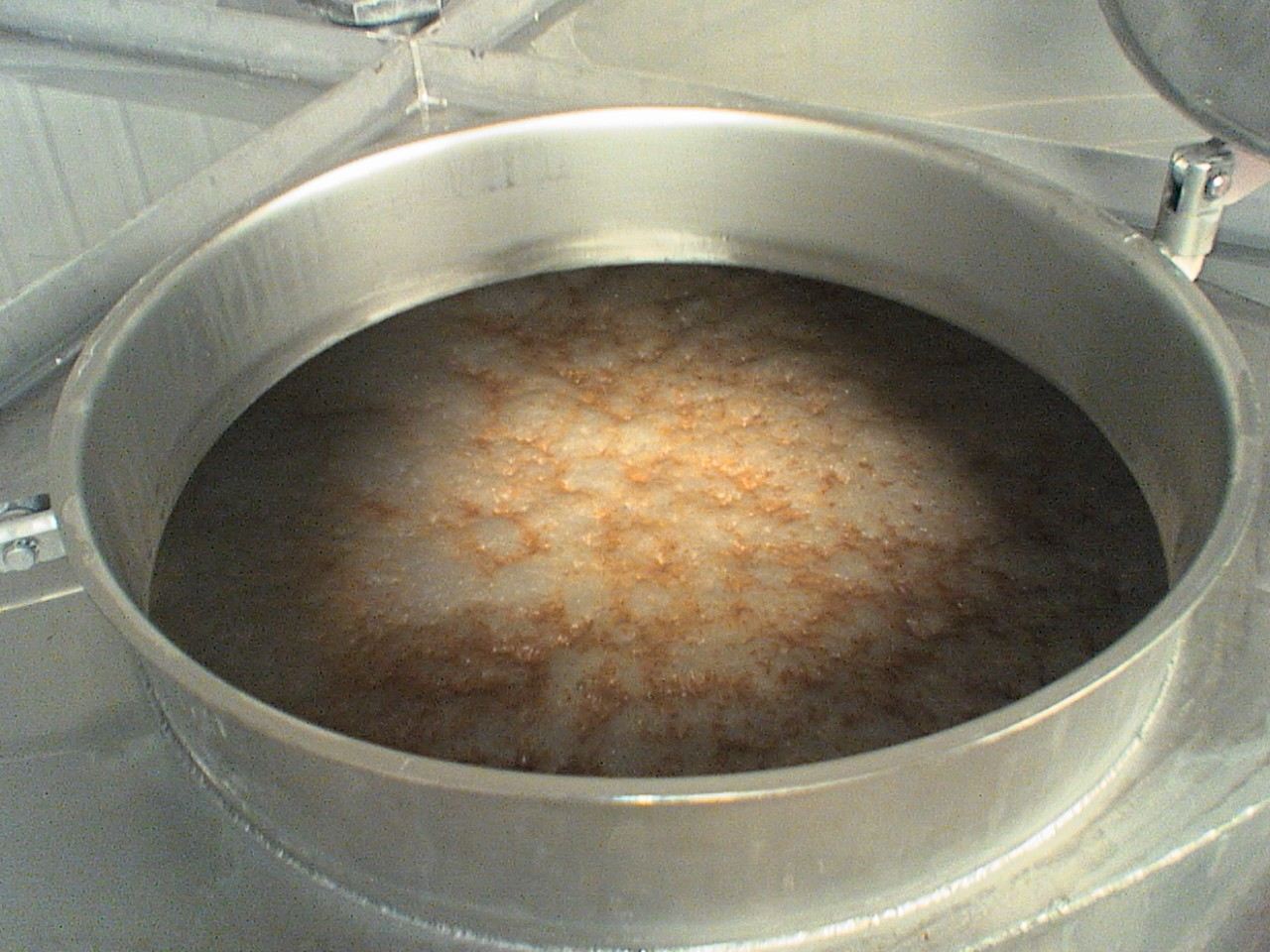
Fermentación de cerveza.

La cimología o zimología es el estudio de la fermentación de los alimentos. El término se usa tanto a nivel general para describir la ciencia relacionada con estos procesos como a nivel particular para describir la fermentación de bebidas alcohólicas. El cimologista es la persona que estudia la cimología.